# Each Other's Way ～旅途中～
《Each Other's Way ～旅途中～》（Each Other's Way 〜旅の途中〜）為日本團體EXILE（放浪兄弟）的第36張單曲。2011年2月9日於日本發行。

## 解說
- EXILE2011年第一張單曲。
- 第八張原創專輯《祈願之塔》的先行單曲。
- 以「CD+DVD」與「CD ONLY」兩形式發售。
- AKIRA出演的CHINTAI廣告歌。
- 自《活出堅強》以來再次由ATSUSHI作詞的標題曲。
- 自《LAST CHRISTMAS》以來再次未收錄標題曲的純音樂版本。
- 通算第10張，自《FANTASY》以來再次獲得首位的單曲，初動銷量約10萬張。

## 發行版本
- CD
- CD+DVD

## 收錄曲目

### CD
1. Each Other's Way 〜旅途中〜（日語：Each Other's Way 〜旅の途中〜）（VOCAL：ATSUSHI、TAKAHIRO）[3:53]
  - 作詞：ATSUSHI / 作曲：BACHLOGIC、Mats Lie Skare、FASTLANE / 編曲：BACHLOGIC
2. Each Other's Way 〜旅途中〜 (Instrumental)

### DVD
1. Each Other's Way 〜旅途中〜（Music Clip）

## 備註
1. 1 2  . Oricon. 2011  [2013-01-20]. （原始内容存档于2013-04-26） （日语）.
2. ↑  . Musicman-NET. 2012-08-02  [2013-01-20]. （原始内容存档于2012-09-04） （日语）.

## 外部連結
- （日語）EXILE「Each Other's Way 〜旅の途中〜」ミュージック・ビデオ（页面存档备份，存于） - YouTube
- （日語）Other's Way 〜旅の途中〜》日文特設網站
- （中文）《Each Other's Way 〜旅途中〜》中文特設網站（页面存档备份，存于）